# Naturalizm etyczny
Naturalizm etyczny – stanowisko etyczne lub metaetyczne opierające się na którejś z form naturalizmu filozoficznego.
Ze względu na wieloznaczność terminu naturalizm w filozofii etyczny naturalizm oznacza kilka stanowisk, które często się ze sobą wiążą, choć mogą występować oddzielnie :
- naturalistyczny realizm moralny – istnieją obiektywne, niezależne od umysłu fakty i własności, które mają charakter naturalny[1] ,
- etyczny naturalizm metafizyczny – fakty moralne mają charakter naturalny[1] ,
- etyczny naturalizm metodologiczny (epistemologiczny) – moralność poznajemy za pomocą takich samych metod, jak stosowane w naukach przyrodniczych[1] [2],
- stanowisko w etyce normatywnej, zgodnie z którym to, co jest naturalne, jest również dobre[1] [3].

Spór o naturalizm etyczny obejmuje m.in. następujące problemy:
- czy fakty moralne (wartości, normy, obowiązki) mają charakter naturalny (m.in. problem błędu naturalistycznego sformułowanego przez G.E. Moore’a)[4],
- czy istnieją takie normy czy wartości, które są dobre z natury, oraz czy istnieje naturalny porządek moralny (np. czy moralność występuje w naturze, czy ma charakter społeczny)[3],
- czy kwestie moralne dają się pogodzić ze światopoglądem naukowym[5],
- czy moralność można badać metodami naukowymi[2],
- czy z faktów empirycznych można wnioskować o tym, co jest dobre lub jak powinno się postępować (problem gilotyny Hume’a)[6],
- czy z faktu, że coś jest naturalne, wynika, że coś jest dobre (m.in. poprawność argumentu z odwołaniem do natury)[3].